# Gonaspidiotus minimus
Gonaspidiotus minimus är en insektsart som först beskrevs av Leonardi in, Berlese och Leonardi 1896.  Gonaspidiotus minimus ingår i släktet Gonaspidiotus och familjen pansarsköldlöss. Inga underarter finns listade i Catalogue of Life.